# Macarena (nome)
Macarena  è un nome proprio di persona spagnolo femminile.

## Origine e diffusione

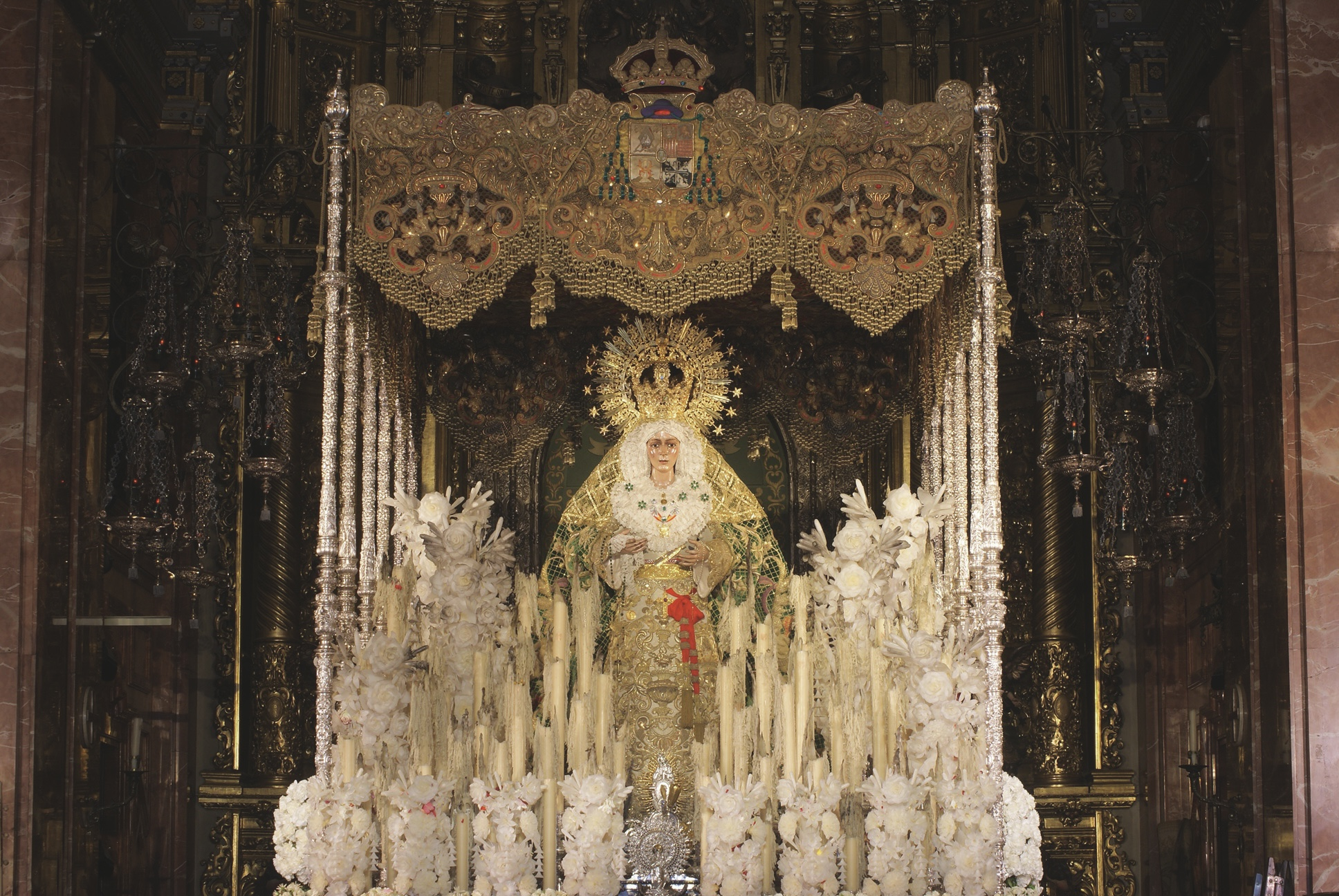
Statua della Virgen de la Macarena nella basilica della Macarena a Siviglia

Si tratta di un nome nato in ambienti cattolici, diffusosi grazie al culto della Vírgen de la Macarena, un titolo con cui la Madonna è molto venerata a Siviglia; si tratta quindi di uno dei numerosi nomi spagnoli il che lo rende parte di un'ampia categoria di nomi spagnoli ispirati al culto mariano, quali Remedios, Concepción, Consuelo, Altagracia, Rocío, Milagros, Almudena e vari altri. 
Etimologicamente, l'appellativo mariano deriva dal nome di uno dei barrios della città spagnola, la Macarena. L'origine di questo toponimo è incerta; potrebbe forse derivare dal nome proprio Macario.

## Persone

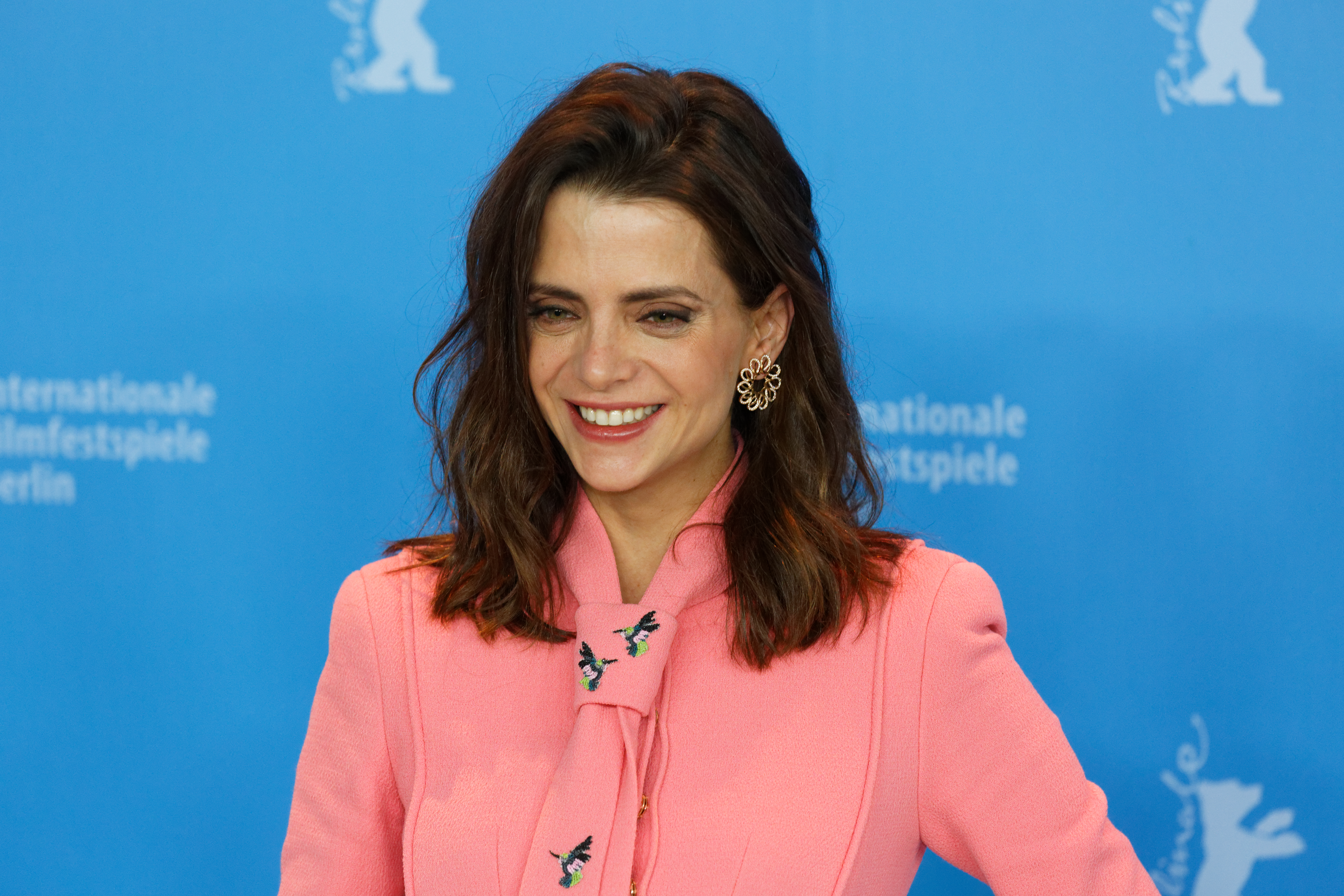
Macarena Gómez

- Macarena Achaga, attrice, modella, cantante e conduttrice televisiva argentina
- Macarena Aguilar, pallamanista spagnola
- Macarena Aguiló, regista, sceneggiatrice, produttrice cinematografica e montatrice cilena
- Macarena D'Urso, cestista argentina
- Macarena García, attrice spagnola
- Macarena Gómez, attrice spagnola
- Macarena Portales, calciatrice spagnola
- Macarena Reyes, atleta cilena

## Il nome nelle arti
- Macarena è una celebre canzone dei Los del Río del 1995, dedicata ad una donna così chiamata.
- Macarena "Maca" Ferreiro Molina è la protagonista della serie televisiva Vis a vis - Il prezzo del riscatto.
- Macarena Medina è una dei protagonisti della serie televisiva Toy Boy interpretata da Cristina Castaño.